# Alfonso Prat-Gay
Alfonso de Prat-Gay (Buenos Aires, 24 de noviembre de 1965) es un economista, político y consultor económico argentino perteneciente a la coalición Juntos por el Cambio, anteriormente Cambiemos. Fue ministro de Hacienda y Finanzas Públicas de la Nación (2015-2016) con el presidente Mauricio Macri; renunció a fines de diciembre de 2016. La renuncia fue solicitada por el propio Mauricio Macri pasándose a dividir el ministerio en dos, un Ministerio de Hacienda y otro de Finanzas a cargo de Nicolás Dujovne y Luis Caputo, respectivamente.
Fue presidente del Banco Central (2002-2004) durante las presidencias de Eduardo Duhalde y Néstor Kirchner y diputado nacional por la Ciudad de Buenos Aires (2009-2013), electo por el Acuerdo Cívico y Social (ACyS), siendo designado presidente de la Comisión de Finanzas de la Cámara de Diputados.

## Trayectoria

### Comienzos
Descendiente de una tradicional familia tucumana, su abuelo Fernando Prat Gay fue un empresario azucarero y diputado nacional por el radicalismo, entre 1936 y 1943. Alfonso Prat-Gay estudió economía en la Universidad Católica Argentina, donde se graduó en 1988. En 1992 viajó a Estados Unidos dónde trabajó en J. P. Morgan en Nueva York, Londres y Buenos Aires. Hernán Arbizu fue vicepresidente de la filial local de JP Morgan. En 2011 sería denunciado por el arrepentido Hernán Arbizu quien previamente había denunciado a JP Morgan en Argentina po facilitar la evasión fiscal y el lavado de dinero a través de sociedades offshore. Según sus denuncias, se utilizaban mecanismos como préstamos "back to back", trusts  para sacar dinero blanqueado del país. 
Prat dio sus primeros pasos en la política de la mano de Domingo Cavallo, quien lo propuso para el cargo de vicepresidente del Banco Central en las vísperas de la crisis de 2001, cuando aún era Director del área de Estrategia de Tipos de Cambio de JP Morgan. No ocupó el cargo porque la oficina anticorrupción consideró inaceptable su designación por los intereses contrapuestos que violaban la Ley de Ética. Es miembro del Consejo Académico de la Facultad de Ciencias Económicas de la Universidad Católica Argentina. Durante su primer año al frente del BCRA en 2002 el acumulado de inflación fue del 41%, el nivel anual más alto desde la hiperinflación de 1991, mientras que el dólar paso de 1 peso a 3.76.
En 2005 creó la empresa financiera de asesoramiento en el manejo de activos Tilton Capital. Entre sus clientes se destacaban María Amalia Lacroze de Fortabat y su hija María Inés Lafuente Lacroze,  En 2014 fue denunciado penalmente por integrar una asociación ilícita que había evadido impuestos a través de una cuenta bancaria en Suiza de la familia de la fallecida empresaria Amalia Lacroze de Fortabat, de la que era apoderado de la cuenta en el HSBC Private Bank de Suiza propiedad de la empresaria Lacroze de Fortabat, luego de que un exempleado de dicha entidad revelara un enorme listado de distintas personalidades mundiales que habían evadido impuestos, lo había involucrado en un caso de evasión impositiva tras la filtración de cuentas ocultas en Suiza cuando el organismo aportó a la Justicia la información de cuentas ocultas recibida de Francia, por parte de Amalia Lacroze de Fortabat y la actuación de Prat Gay como apoderado de la cuenta de la empresaria.

### Presidente del Banco Central (2002-2004)
Fue presidente del Banco Central de la República Argentina en plena crisis económica durante las presidencias de Eduardo Duhalde y Néstor Kirchner.  Su administración estuvo caracterizada por tres factores. El primero, por un tipo de cambio flotante sin intervención que, luego de la salida de la convertibilidad, permaneció relativamente caro. En segundo lugar, por tasas de interés altas en términos nominales con tasas del orden del 46% en diciembre del 2002. Luego de las sucesivas crisis cambiarias, México (1994), Rusia (1998), Extremo oriente (1997), Brasil (1999), Unión Europea (2000) y Argentina y Turquía (2001) se abandonó en gran parte del mundo la estabilización de precios mediante anclas de tipo de cambio que aplicaría más tarde en 2016 como Ministro de Hacienda.
La salida de Prat-Gay de esta institución el 24 de septiembre del 2004, no cuenta con explicaciones oficiales tanto por parte del poder ejecutivo de ese momento ni por el propio Prat-Gay. De acuerdo con las determinaciones de la prensa, la salida estaría vinculada a un desacuerdo con el ministro de economía Roberto Lavagna sobre la negociación de la deuda pública argentina, la cual había sufrido un default en 2002 y fue restructurada por un canje concretado en 2005.[cita requerida]Es una denuncia penal en la cual, fue imputado junto a Mario Blejer y una centena de banqueros y funcionarios por el delito de “defraudación”. Se los acusa de haber consumado una millonaria fuga de 26 mil millones de dólares de las reservas del Banco Central, que quedaron en manos de bancos extranjeros.
Durante esta etapa fue definido como un liberal ortodoxo A fines del 2004 dejó su cargo al frente del Banco Central.

### Diputado nacional (2009-2013) y candidato a Senador nacional (2013)
Desde marzo de 2008 se une a Coalición Cívica ARI. Fue candidato en las elecciones legislativas del 28 de junio de 2009 por la Ciudad de Buenos Aires obteniendo una banca por la Coalición Cívica ARI. Tras la llegada de Prat el ARI sufrió una importante fractura al separarse del mismo un sector que se autodenominó primero ARI Autónomo, liderado el fundador Eduardo Macaluse. Los disidentes cuestionaron lo que consideraron «un giro hacia la derecha del ARI» y que «la Coalición es parte de una política de vaciamiento del ARI». varios de los integrantes de la coalición habían denunciado previamente a Prat por negociados en la función pública. durante el 2013 y 2014 el sitio web el parlamentario lo nombró como uno de los diez legisladores con menor asistencia al congreso.
En 2013 se distanció de la Coalición Cívica ARI, siendo precandidato a senador por el frente UNEN, pero fue derrotado en las PASO (primarias abiertas, simultáneas y obligatorias).Rompería con ese espacio en 2014 tras acusaciones cruzadas con Elisa Carrió.

### Ministro de Hacienda (2015-2016)
En 2015 el presidente de la Nación, Mauricio Macri, lo designó ministro de Hacienda y Finanzas Públicas de la Nación, a partir del 10 de diciembre de 2015.
Con la disminución de las retenciones de soja 35% al 30% implicaron un costo fiscal para el Estado de 23 604 millones de pesos. Ese día, el peso experimentó una devaluación del 42 % en el mercado oficial, al pasar de 9,83 a 13,95 por dólar. Fue la mayor devaluación registrada de la moneda  argentina desde la hiperinflación de 1989.
«Imputaron a Sturzenegger y Bonadio por el pago del dólar futuro». www.politicargentina.com (en inglés). Consultado el 14 de noviembre de 2018.</ref>
Durante los primeros meses de su paso como ministro produjo fuertes incrementos de precio en productos de primera necesidad, entre ellos el aceite que aumentó un 51%, la harina 110%, el pollo 9 % y los fideos 78% entre otros, y un aumento del 50% en el precio de la carne en dos semanas. A pocas semanas de asumir el peso experimentó una depreciación del 30 % en el mercado oficial, al pasar de 9,83 a 13,95 por dólar.
A partir de ese momento, el tipo de cambio pasó de 9,83 a 13,95. Devaluando la moneda un tercio, lo que se tradujo en una pérdida para el Banco Central por 5.100 millones de dólares. Esta decisión ocasionó una devaluación del peso cercana al 40%, que en veinticuatro horas elevó su cotización de 9,83 a 13,95 por dólar. lo que llevó a una corrida bancaria y a un aumento 200% de compras de dólares en el primer trimestre de 2016, el déficit cambiario creció 45% y la fuga de divisas alcanzó los u$s 9.000 millones en los primeros 9 meses. La brusca perdida del valor del peso en pocas semanas llevó a la ampliación de la brecha cambiaria junto a la salida de empresas extranjeras del país y la paralización de inversiones

Ese mismo año fue denunciado penalmente junto con Mauricio Macri, el ministro de Hacienda y Finanzas y el presidente del Banco Central, Federico Sturzenegger, por administración fraudulenta.
A fines de noviembre de 2016 presentó un proyecto de reforma del Impuesto a las Ganancias que implicaba un suba las escalas del tributo pasando a pagar del 35 al 40% del sueldo total al mismo tiempo dos millones de personas pasarían a pagar el nuevo impuesto, al mismo tiempo presento una posible reforma tributaria subiendo el IVA para alimentos del 15 al 21 por ciento y de medicamentos del 13 al 18 por ciento.
 Este proyecto terminó fracasando en el congreso tras no conseguir apoyo de la oposición ni los gremios. Finalmente fue aprobada vía decreto una nueva reforma el 27 de diciembre de 2016. En marzo de 2017, pagaron el impuesto a las ganancias 1 765 975 trabajadores en relación de dependencia, que resultan ser 588 871 trabajadores más que en 2015 es decir un aumento del 33% en 16 meses. Según números oficiales publicados en abril de 2018, el número de trabajadores que pagaron el impuesto a las ganancias en diciembre anterior fue de 2 207 577, es decir un 78% más que al principio del gobierno de Macri. Es el segundo número más alto de contribuyentes de ese impuesto en la historia argentina. La acusación fue por incrementar los pasivos del Banco Central mediante la devaluación y el posterior pago que se configuró una pérdida patrimonial por cerca de 70.000 millones de pesos.
En su año al frente de las finanzas déficit de cuenta corriente de 2016 alcanzó los 16 mil millones de dólares, equivalente a 3 puntos del PIB. El déficit fiscal creció hasta los 5 puntos del Producto Bruto Interno, y el Banco Central duplicó el déficit cuasi fiscal en 2016. Argentina presentaba para principios del año 2017 un resultado fiscal negativo entre ‐11.0 % y ‐12.0 % del PBI en 2017, lo más altos de la reciente historia Argentina. Los más altos del siglo XXI y los terceros mayores de la historia tras la hiperinflación de Alfonsín y el Rodrigazo. A mediados de 2016 sería denunciado junto a otros ministros por maniobras tendiente a beneficiar a quienes habían hecho una compra importante de dólares futuro en la prevención de que si se accedía al gobierno con una mega devaluación harían un negocio.
El 26 de diciembre de 2016, en medio de una corrida cambiaria Mauricio Macri le pide la renuncia al cargo, siendo reemplazado por Nicolás Dujovne y Luis Caputo.

## Patrimonio
Prat-Gay en 2003 presentó ante la Oficina Anticorrupción una declaración jurada declarando un patrimonio cercano a los 10.000.000 de dólares. Entre los bienes declarados detalló poseer cinco cuentas corrientes en “dólares americanos” por 6.465.298 dólares, dos departamentos en Buenos Aires (uno de 444 metros cuadrados y el otro de 140 metros cuadrados), cinco préstamos de los que es acreedor por un total de 718.200 dólares, un seguro de capitalización en Siembra Seguros en el que por entonces acumulaba 1.719.595 pesos y el 50 % de las acciones de la consultora APL Economía SA, que fundó junto con Pedro Lacoste.

## Causas judiciales

### Corralito y pesificación asimétrica
Mario Cafiero, exdiputado del ARI, denunció que el ingreso de Prat-Gay al Banco Central «tuvo como objeto tapar todo lo acontecido en torno a las reservas y al contrato de pases contingentes, hechos en los que el JP Morgan estaba seriamente comprometido» e implicó un inmediato acuerdo con el FMI y una compensación a los bancos por la pesificación asimétrica. 
Prat-Gay respondió a los cuestionamientos de Mario Cafiero diciendo que: «Era una denuncia sobre los responsables del Corralito, en 2001 yo no estaba en el país, y mal puedo ser el responsable del Corralito».

### Evasión impositiva
La ex-ARI Graciela Ocaña y exministra de Salud de la Nación, recordó que la Comisión Especial Investigadora sobre Fuga de Divisas emitió un informe que incluía a Prat-Gay en un listado de personas que habían girado dinero al exterior. Pese a la prohibición existente, De Prat-Gay habría girado 790 000 dólares estadounidenses. En una entrevista al diario Página/12, Prat-Gay dijo: «Ocaña me denunció en 2003 por evasor, me tomé el trabajo de pedirle a la AFIP que se expidiera y la AFIP me contestó que yo había pagado de más; fue una denuncia mediática y no sé si no fue hasta una prueba de amor a Kirchner».

### Causa por venta de Lebacs
En diciembre de 2016 fue imputado junto con presidente Mauricio Macri y el jefe del Banco Central Federico Sturzenegger por presuntas irregularidades en la causa por venta de LEBACS política del Gobierno de emitir deuda externa y Lebacs y generar un precio artificial del dólar, lo que habría producido un perjuicio al Estado. De acuerdo a la fiscal del caso Paloma Ochoa «las conductas llevadas a cabo por los funcionarios públicos ... devienen fraudulentas». 
De acuerdo al dictamen estas maniobras tuvieron un fuerte impactó en las cuentas públicas en 200 mil millones de pesos, por la fijación del precio del dólar. La emisión de más de 685.000 millones de pesos en títulos de deuda de corto plazo, denominados Lebac, con tasas superiores 40% anual por la cual habrían manipulado «el verdadero valor» del dólar. En el dictamen presentado para imputarlos, la fiscal aseguró, «la emisión abusiva de ambos títulos de deuda pública -tanto Lebac como bonos de la deuda externa- habría ocasionado un significativo detrimento de las arcas del Estado Nacional en beneficio de determinados grupos económicos quienes, ante la evidente disparidad entre el valor real del dólar y el precio ficticio que le fuera asignado y frente a la venta indiscriminada de esas divididas por parte del BCRA, aprovecharon la ocasión para obtener dólares a valores fictos y sin límite alguno que fugaron del sistema financiero argentino».